# وشتند (فرانکفورت ام ماین)
وشتند (به آلمانی: Frankfurt-Westend) یک منطقهٔ مسکونی در آلمان است که در فرانکفورت واقع شده‌است. وشتند  ۲۵٬۵۵۰ نفر جمعیت دارد.